# Johannes Döparen
För andra betydelser, se Johannes Döparen (olika betydelser).

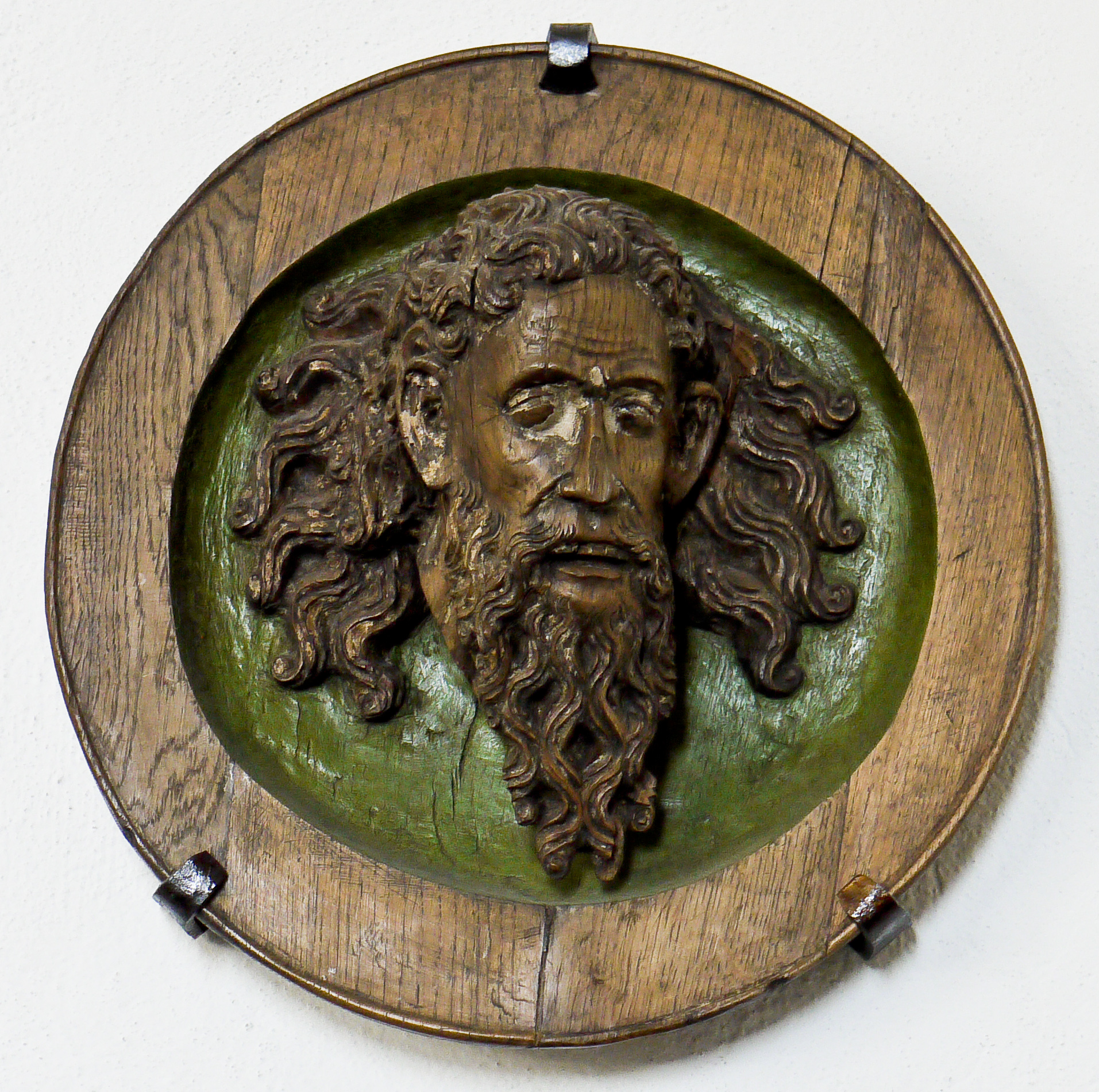
Johannes Döparens huvud på ett fat, Skellefteå landsförsamlings kyrka.

Johannes Döparen (hebreiska: יוחנן המטביל, Yo-hanan ha-matbil, arameiska: ܝܘܚܢܢ ܡܥܡܕܢܐ, Yūḥannān maʿmḏānā eller Yuḥanon maʿmḏono, grekiska: Ἰωάννης ὁ βαπτιστὴς, Iōannēs ho Baptistēs, klassisk grekiska: Ἰωάννης ὁ βαπτίζων, latin: Io(h)annes Baptista), arabiska: يحيى, Yaḥyá eller يوحنا, Yūḥannā, var en judisk asketisk domsprofet som verkade i slutet av 20-talet e.Kr. Han var son till Sakarias och Elisabet. Han fängslades och avrättades av Herodes Antipas, troligen år 30. I Nya Testamentets evangelier ses Johannes Döparen som en förelöpare till Jesus. Han ihågkommes som profet inom flera religioner, bland annat kristendomen, islam och mandeismen. Han spelar en särskilt stor roll inom mandeismen. Johannes Döparen vördas som helgon inom romersk-katolska kyrkan.

## Biografi
Johannes Döparen inledde sin verksamhet runt år 29 e.Kr. Han blev halshuggen på order av Herodes Antipas.

## Kristen tradition
I Nya Testamentet är Johannes, enligt Lukasevangeliet, son till prästen Sakarias och dennes hustru Elisabet släkting till Jungfru Maria (mor till Jesus). Johannes föddes sex månader före Jesus och avrättades omkring år 30 e.Kr.
Johannes levde enligt evangelierna ett asketiskt liv i Judeens ödemarker och i trakterna kring Jordan. Han förkunnade att folket behövde omvända sig och låta döpa sig för att vara redo att ta emot Guds son. Även Jesus kom till Johannes för att låta döpa sig, vilket blev inledningen på hans offentliga verksamhet. I Bibeln anges att Johannes greps av Herodes Antipas efter att ha kritiserat dennes äktenskap med sin brors hustru. Han avrättades genom halshuggning efter en tids fångenskap. Även Flavius Josefus rapporterar om Johannes Döparens avrättning, men anger som skäl endast att denne var en karismatisk ledare med många lärjungar och därmed en politisk riskfaktor.
Den 24 juni infaller den kristna högtid som instiftats till minne av Johannes Döparens födelse. Fram till 1924[källa behövs] benämndes enligt almanackan den 24 juni Johannes Döparen, och fram till 1952 inföll midsommardagen alltid den 24 juni. Numera firas Johannes Döparens dag i det svenska kyrkoåret söndagen efter midsommar.
I den ortodoxa kyrkan är han känd under namnet Johannes Förelöparen. På italienska kallas han San Giovanni Battista.

## Islamisk tradition
Inom islamisk tradition beskrivs Johannes Döparen (Yahya) och Jesus ('Isa) mirakulösa födelse parallellt men utan att betraktas som gudomliga; däremot räknas de båda som profeter inom islam.

## Baha'i-trons uppfattning
Jesus ses som människa och Gudsmanifestation – en andlig spegelbild av Guds vilja och härlighet – och som en uppenbarare av Guds förnyade och utökade budskap som gavs till en mänsklighet som utvecklats andligt sedan de tidigare Gudsmanifestationerna Mose, Zarathustra och Buddha. Johannes Döparen var en man som Gud givit andlig insikt och vissa profetiska gåvor, och den förste som officiellt erkände Jesu uppenbarelse. Bahá'í-läran jämför ibland Johannes Döparen med Báb eftersom båda var härolder åt en Gudsmanifestation som snart skulle ge sig till känna (Jesus respektive Bahá'u'lláh), men Báb rankas mycket högre än Johannes Döparen och ses av bahá'íerna som en Gudsmanifestation med en egen uppenbarelse.
Enligt Baha'i-tron kan man i flera religioner, om man fördjupar sig i efterforskningar, hitta en härold som Johannes Döparen och en person som Paulus som senare sprider uppenbarelsen.

## Modern forskning
I nyare tids forskning har man funderat kring om Johannes kan ha hört till den stränga grupp av judar benämnda esséer som efterlämnade Dödahavsrullarna.

## Bilder
| - I kyrkan San Silvestro in Capite i Rom bevaras det kranium som anses tillhöra Johannes Döparen. |